# IT'S A WONDERFUL WORLD
『IT'S A WONDERFUL WORLD』（イッツ・ア・ワンダフル・ワールド）は、日本のバンド・Mr.Childrenの10枚目のオリジナルアルバム。2002年5月10日にトイズファクトリーより発売された。

## 背景とリリース
通常盤のみの1形態で発売。オリジナルアルバムとしては『Q』から約1年半ぶりとなる。メジャーデビューからちょうど10年となる5月10日に発売された。
曲作りは2000年の夏頃から開始され、収録曲の半分以上は同年の11月にはすでに完成していたとのこと。また本作のセッションも同時期から開始された。
22ndシングル『君が好き』のカップリング曲「さよなら2001年」は未収録である。
リスナーと向き合い、歌に重きを置いた内容のアルバムになっている。桜井和寿は「たとえばそれが街で流れたときに、聞いた人が聞く意識もなく聞こえてきて、それがその人の中で育っていくっていう、それがポップの素晴らしさだなと思った」と語っている。
また、「今までだったらバンド的でない曲ができてきたら、曲を完成させていく過程でバンド寄りになるようにしていったんですけど、今回はそういうのをいっさい度外視したんです」「僕がそういうフィルターをかけていることが、バンドの可能性を縮めているということもあるので、とにかく作家としていいものを出し切ることを優先しました」とも語っている。
仮タイトルは『この醜くも美しい世界』であったが、鈴木英哉が『Dear wonderful world』はどうかと提案したことにより最終的に『IT'S A WONDERFUL WORLD』になった。また、メンバーは『BLUE TO BLUE』など複数のタイトル候補があったことを示唆している。
収録曲の作曲に関してはピアノを使用することが多く、桜井は「最初はひらめきがあって、それをピアノでなぞりながら甘い部分を詰めていく感じです」と語っている。
歌詞カードにはメンバーそれぞれが動物と触れ合っている写真があり、撮影時はスタジオに早く来たメンバーから動物を選べるようになっていたため、最も遅く来た中川敬輔が残されていたヘビと一緒に写真を撮ることになったとのこと。アートディレクターは信藤三雄。
本作発売後にアルバムを引っ提げて、21か所を巡るホールツアー『Mr.Children TOUR 2002 DEAR WONDERFUL WORLD』、全5か所を巡るアリーナツアー『Mr.Children TOUR 2002 IT'S A WONDERFUL WORLD』を開催する予定だったが、直前に桜井が小脳梗塞を発症。治療の為に入院したことにより全公演が急遽中止となった。約半年の療養期間を経て、2002年12月21日に一夜限りの復活ライブ『TOUR 2002 DEAR WONDERFUL WORLD IT'S A WONDERFUL WORLD ON DEC 21』を横浜アリーナで開催した。
配信版では『It's a wonderful world』と表記されている。

## チャート成績
オリジナルアルバムでは、7thアルバム「DISCOVERY」以来、アルバムでは通算8作目のミリオンセラーを達成した。初週64.0万枚、累計売上は122.8万枚。

## 収録内容
| 全作詞: 桜井和寿（#1を除く）、全編曲: 小林武史 & Mr.Children、弦編曲: 小林武史 & 四家卯大、管編曲: 小林武史 & 山本拓夫。 |                            |           |          |      |
| # | タイトル                   | 作詞      | 作曲     | 時間 |
| 1. | 「overture」               |           | 小林武史 | 1:55 |
| 2. | 「蘇生」                   |           | 桜井和寿 | 6:08 |
| 3. | 「Dear wonderful world」   |           | 桜井和寿 | 2:17 |
| 4. | 「one two three」          |           | 桜井和寿 | 5:00 |
| 5. | 「渇いたkiss」             |           | 桜井和寿 | 5:14 |
| 6. | 「youthful days」          |           | 桜井和寿 | 5:18 |
| 7. | 「ファスナー」             |           | 桜井和寿 | 4:53 |
| 8. | 「Bird Cage」              |           | 桜井和寿 | 6:33 |
| 9. | 「LOVE はじめました」      |           | 桜井和寿 | 5:22 |
| 10. | 「UFO」                    |           | 桜井和寿 | 5:07 |
| 11. | 「Drawing」                |           | 桜井和寿 | 5:44 |
| 12. | 「君が好き」               |           | 桜井和寿 | 4:32 |
| 13. | 「いつでも微笑みを」       |           | 桜井和寿 | 3:32 |
| 14. | 「優しい歌」               |           | 桜井和寿 | 3:35 |
| 15. | 「It's a wonderful world」 |           | 桜井和寿 | 4:13 |
| 合計時間: | 合計時間:                  | 合計時間: | 69:23    |      |

## 楽曲解説
1. overture
  - 次曲「蘇生」の一部であり、本作では唯一、小林武史が作曲を行っている。ホテルを押さえ、「蘇生」のプリプロを行っている際に「長いイントロみたいなものがあるといいよね」という話になり作られたとのこと[2]。
  - 小林が何パターンか完成させた後に桜井和寿が選んだものが本曲であるとのこと。また、ストリングスは生音源の他に一部シンセサイザーが使用されている[2]。
2. 蘇生
  - 2002年に放映されたアサヒ飲料「WONDA」、2017年の花王「アタック」30周年キャンペーンのCMソング[5]に起用されたほか、2011年にはBBC EARTH製作映画『ライフ -いのちをつなぐ物語-』の主題歌[6]に起用されている。
  - 12弦ギターが使用されている。
  - とある番組にリチャード・ギアがゲスト出演し、ダライ・ラマの「一日、一日、自分は生まれ変われる」という言葉を紹介、何気なくその番組を観ていた桜井は「もしそう考えて生活していたら、いつもポジティヴな気持ちでいられるんだろうな…」と考え、そのことがずっと頭に残っていた桜井が、歌が鳴っている数分間だけでもそんな気持ちになってもらいたいという想いを込めて作ったという[7]。
  - スタジオ入りする前にホテルを押さえプリプロを行った楽曲である。鈴木からこの事については提案があり4日間ほど予約したものの、「ホテルでちまちまやるような曲じゃない」という結論に至り、残りの3日間はキャンセルされたという[2]。
  - エレクトリックピアノをきっちりと録るというところからレコーディングが開始したものの、小林のアイデアで打ち込みのドラムも入れることとなった[2]。
  - 展開後のアコースティック・ギターは桜井が担当しているが、本曲のエレクトリック・ギターは田原が担当している[2]。
  - ライブ定番曲であり、「overture」とセットで演奏される。
  - 演奏時間が約6分と長く、繋がっている前曲「overture」と組み合わせた場合は約8分となる。また、次曲とも曲間がほとんどなく、アウトロの余韻が長くとられている。
  - ラジオOAのみで「overture」が付いておらず、アウトロも簡略化されたプロモーション用のバージョンが存在するが、こちらのバージョンはベスト・アルバム『Mr.Children 2001-2005 ＜micro＞』『Mr.Children 1992-2002 Thanksgiving 25』へ収録された。
  - 2002年から開催されている『MTV Video Music Awards Japan』の初年度パフォーマンスとして、「overture」とセットで披露された。
3. Dear wonderful world
  - 15曲目「It's a wonderful world」のサビがないバージョンで、演奏時間は2分余りと「overture」に次いで短い楽曲。
  - 当初はテンポがもっと速く、ソウル風の打ち込みが成されたアレンジだったという[2]。
  - 桜井は「テンポを落とすためにタイム・エクスパンションしたら、歌もギターも荒れた音になって、結果的にそれがいい感じになりました」と語っている[2]。
  - アルバム最終段階で完成した曲。ある日の朝に思い浮かび、桜井も「すごいいい曲」と感じたものの、当初は次のアルバムに収録することを考えていたという。しかし、同日に小林が「『蘇生』が終わって『one two three』が始まる前に、短くていいから曲があるといいよね」と発言、その後レコーディングされた[8]。
  - 最後の部分は実際に桜井が近所のカフェで録音しに行ったもの。アウトロに「あの、カプチーノのお客様。お待たせ致しました」というウェイトレスの声が入っている。店内に流れていたBGMはそのままでは使えないため編集でカットされ、小林がBGM風にピアノを弾いたものになっている[2]。
4. one two three
  - タイトルはアントニオ猪木が引退試合時のマイクパフォーマンスで残した言葉「道」に基づいており、アウトロでは実際に猪木の引退試合時の語りを許可を得てビデオから入れているとのこと[2]。
  - 2000年から2001年にかけて行われたアリーナツアー『Mr.Children Concert Tour Q 2000-2001』中に完成した曲で[8]、2000年の11月のセッション時に録音した鈴木のドラムスと桜井が演奏したエレクトリック・ギターの音源をそのまま使用している[2]。
  - 2014年に開催されたファンクラブ限定ツアー『Mr.Children FATHER & MOTHER 21周年ファンクラブツアー』の直前に行われた「会員が最もライブで聴きたい曲」アンケートでは7位に選ばれた[9]。
  - 途中のホンキートンク風のピアノは小林がYAMAHA MOTIFで演奏したものである[2]。
  - ライブでは2015年に行なわれた『Mr.Children 2マンLIVE』で初披露となった。
5. 渇いたkiss
  - 仮タイトルは、｢秋 〜オーギュメント〜」。
  - 『Mr.Children Concert Tour Q 2000-2001』中に完成した曲[8]。
  - 男女の別れについて描かれており、絵空事ではなく、艶めかしさを出すために桜井自身もブレスをかなり入れているという。
  - タイトルの漢字は「乾いた」を用いるべきだと鈴木が提案したが、女性としては愛情が無くなり乾いた唇かもしれないが、主人公の男にとっては、唇に飢えて欲しがってる「渇望」の意味だと考え、「渇いた」を使用することになった。
  - 最後の転調や間奏のコード進行などは小林のアイデア[2]。
  - 前述の「会員が最もライブで聴きたい曲」アンケートでは9位に選ばれた[9]。
6. youthful days
  - 21stシングル表題曲。
7. ファスナー
  - Mr.Childrenとミュージック・ビデオやライブ映像などで関わりの深い映像作家の丹下紘希は、この楽曲をモチーフに劇場用中篇映画『FASTENER』を撮影している。
  - スガシカオの作風を意識して作られている。スガ本人もこの楽曲を気に入っており、ドキュメンタリー映画『Mr.Children / Split The Difference』やスガ主催の音楽イベント『スガフェス! 〜20年に一度のミラクルフェス〜』ではスガと共演して披露されているほか、桜井とスガとのセッションによる新録版がスガのベスト・アルバム『SugarlessII』に収録された。
  - 当初はシングルのカップリング曲候補として制作されていた[2]。
  - ほぼプリプロルームで完成した楽曲であるが、制作時に桜井は風邪で発熱しており、デモの素材がそのまま活きているとのこと[2]。
  - 曲中のストリングスは生ではなくシンセサイザーの音源を使用している[2]。
  - 歌詞に「ウルトラマン」「仮面ライダー」が登場する。
  - 37thシングル『himawari』には『スガシカオ 20th Anniversary スガフェス! 〜20年に一度のミラクルフェス〜』で録音されたライブ音源がカップリングされている。
8. Bird Cage
  - なかなかうまくいかない恋人同士を鳥の番（つがい）に例えて歌った楽曲。
  - 『Mr.Children Concert Tour Q 2000-2001』中に完成した曲[8]。
  - 元々はシンプルなアレンジの楽曲であったが、サビを派手にしたことをきっかけにイントロも派手なアレンジに仕上げたとのこと[2]。
9. LOVE はじめました
  - 打ち込みを多用した社会風刺の楽曲で、イントロが1分以上ある。
  - タイトルは、本アルバムのキャッチコピーを考えている際に思い付いたという。桜井は「それはなんかミスター・チルドレンというバンドにもともとメニューとしてあったんだけどお休みさせていたものを、また世の中に出すということが冷やし中華のイメージと重なってたのかもしれない」と語っている[8]。
  - 本作発売時のCMでは本曲と「蘇生」がCM曲として使われた。
  - テレビ朝日系で放送されているバラエティ番組「あざとくて何が悪いの?」のエンディング曲に使用されている[10]。
  - イントロ部分で聞こえる音は、サンプリングCDから持ってきた物をリバースしたものだという[2]。
  - 歌詞の「中田」は、元サッカー選手の中田英寿のこと[11]。
  - エレクトリック・ギターは桜井が弾いている[2]。
  - デモの時点からベースが入っておらず、桜井は「どうせ誰かが弾き直すだろうってことでそのままにしておいたら、そのベースのない感じがすごくいいってことになりました」と語っている[2]。
  - 随所に入る「LOVEはじめました」という機械合成のような声は、桜井の仮歌をエフェクト処理したもの[2]。
10. UFO
  - 本作に収録される予定ではなく、桜井は「『冷めかけたスパゲティー』というフレーズを歌いたかっただけ」とのこと。
  - 小林がイニシアティブをとった曲であり、桜井は本作について「もともとはオアシス的なものだったんですけど、小林さんがそれを8ビートな…スネアが4拍目だけっていうポリス的なものをAメロに使って、サビでドラムが暴れるっていうふうにアイディアを出してきました」と語っている[2]。
  - ギターソロを担当しているのは田原で、桜井の「最初は飛行機の地響きの音でソロの出口はUFOになっていてくれ」という要望で演奏しているとのこと[2]。
  - ライブで演奏されたことは一度もなく、前述の「会員が最もライブで聴きたい曲」アンケートでは10位に選ばれた[9]。
11. Drawing
  - 21stシングル『youthful days』カップリング曲。
12. 君が好き
  - 22ndシングル表題曲。
13. いつでも微笑みを
  - 2007年に損保ジャパンCMソングとして起用された[12]。
  - 冒頭や間奏に聴こえるトランペットの口真似はタック&パティのパティ・キャスカートによるステージから着想し、その旋律からは「歌の中にもうひとつ架空の楽曲を鳴らす」というアイデアも生まれていった[7]。
  - ちなみにトランペットの口真似は車内でICレコーダーにて録音されたものであり、恵比寿近辺で録音されたとのこと[2]。
  - 曲中の口笛の構想とAメロの部分は1999年のアルバム『DISCOVERY』のセッションの頃から存在していたがメンバーも知らず、鈴木も「初耳だった」と語っている。桜井は当時「そこにどう歌詞をつけていいのかわからなくて」放置していたという[13]。
  - タイトルの読みについては「いつでもほほえみを」と「いつでもえみを」とでどちらが正しいのか、ファンの間でも議論が交わされている。前者の根拠としては、歌詞の中で「微笑みを」を「ほほえみを」、「微笑を」を「えみを」と読み方で表記が使い分けられていること、野外音楽イベント『ap bank fes '11 Fund for Japan』でのMCで桜井自身が「いつでもほほえみを」と発言していること、音楽配信サービスへの英語での登記が"Itsudemohohoemiwo"[14][15]となっていることが挙げられる。後者の根拠としては、JASRACに正題の読み方が「イツデモ エミオ」(ITSUDEMO EMIO)と登録されていること、ベスト・アルバムのライナーノーツに読み方が「いつでもえみを」であると明記されている（ただし桜井が書いたわけではない）ことが挙げられる。
  - 桜井は「橋幸夫さんと吉永小百合さんの「いつでも夢を」をイメージして作った楽曲」と語っており、それは詞の中でも明確に指している[7]。冒頭のシンセサイザーは小林ではなく、桜井の演奏によるもの[7]。
  - ベスト・アルバム『Mr.Children 2001-2005 <micro>』へ収録された。
14. 優しい歌
  - 20thシングル表題曲。
  - このアルバムの中でどう進化させるか考え、アルバムバージョンとしてアレンジを変更したり再録する案も出たが、結局シングルバージョンのままの収録となった。　
  - あえてこの曲を終盤に置いている。本曲からこのアルバムまでの道筋、時の流れが見えてくるのではないかということからだという。
15. It's a wonderful world
  - 仮タイトルは「醜くも美しい世界」。
  - 表記は異なるもののアルバムタイトル曲であり、3曲目「Dear wonderful world」の続編。
  - セッションでは最後の最後の方に完成した曲であり、「Dear wonderful world」のサビがあったもともとの形で完成させたものだという[2]。
  - 途中からドラムやストリングスが入っており、これについて桜井は「大きなことを歌っているので、それに見合うスケール感が欲しかったんです。結果的に最後はすごく壮大なものになりましたね」と語っている[2]。
  - 本作のツアー以外では、「ap bank fes '05」、「ap bank fes '08 (初日のみ)」にて披露された。

## 参加ミュージシャン
- Mr.Children
  - 桜井和寿：Vocal, Guitar
  - 田原健一：Guitar
  - 中川敬輔：Bass
  - 鈴木英哉：Drums
- 小林武史：Keyboards
- 吉田誠：Computer Programing
- 四家卯大ストリングス：Strings
  - 四家卯大：Cello
  - 沖祥子：Violin
- 山本拓夫：Sax, Flute
- 松本治：Trombone
- 広原正典：Trombone
- 西村浩二：Trumpet
- 菅坂雅彦：Trumpet
- 村田陽一：Trombone
- 平沼浩司 : recording , Mixing (1,2,3,4,5,6,7,8,9,10,13)
- 今井邦彦 : Mixing (11,12,14)

## テレビ出演
| 番組名                   | 日付          | 放送局     | 演奏曲                   |
| ------------------------ | ------------- | ---------- | ------------------------ |
| ミュージック・カクテル   | 2002年5月2日  | NHK総合    | youthful days 優しい歌   |
| ミュージック・カクテル   | 2002年5月9日  | NHK総合    | 蘇生                     |
| ミュージックステーション | 2002年5月10日 | テレビ朝日 | youthful days 蘇生       |
| FUN                      | 2002年5月10日 | 日本テレビ | 君が好き 蘇生 ファスナー |
| HEY!HEY!HEY! MUSIC CHAMP | 2002年5月13日 | フジテレビ | 蘇生                     |
| ミュージック・カクテル   | 2002年5月16日 | NHK総合    | 君が好き                 |

## ライブ映像作品
| 曲名                   | 作品名                                                       |
| ---------------------- | ------------------------------------------------------------ |
| overture〜蘇生         | wonederful world on DEC 21                                   |
| overture〜蘇生         | Mr.Children Tour 2004 シフクノオト                           |
| overture〜蘇生         | ap bank fes '05                                              |
| overture〜蘇生         | MR.CHILDREN DOME TOUR 2005 "I ♥ U" 〜FINAL IN TOKYO DOME〜   |
| overture〜蘇生         | Mr.Children HOME TOUR 2007                                   |
| overture〜蘇生         | ap bank fes '09                                              |
| overture〜蘇生         | MR.CHILDREN TOUR POPSAURUS 2012                              |
| overture〜蘇生         | Mr.Children Stadium Tour 2015 未完                           |
| overture〜蘇生         | Mr.Children DOME & STADIUM TOUR 2017 Thanksgiving 25         |
| Dear wonderful world   | wonederful world on DEC 21                                   |
| 渇いたkiss             | wonederful world on DEC 21                                   |
| youthful days          | →「 youthful days § ライブ映像作品 」を参照                  |
| ファスナー             | wonederful world on DEC 21                                   |
| ファスナー             | MR.CHILDREN DOME TOUR 2005 "I ♥ U" 〜FINAL IN TOKYO DOME〜   |
| ファスナー             | Mr.Children Tour 2009 〜終末のコンフィデンスソングス〜       |
| ファスナー             | Mr.Children / Split The Difference                           |
| ファスナー             | スガフェス! 〜20年に一度のミラクルフェス〜                   |
| Bird Cage              | wonederful world on DEC 21                                   |
| LOVEはじめました       | wonederful world on DEC 21                                   |
| LOVEはじめました       | MR.CHILDREN DOME TOUR 2005 "I ♥ U" 〜FINAL IN TOKYO DOME〜   |
| LOVEはじめました       | Mr.Children DOME TOUR 2009 SUPERMARKET FANTASY IN TOKYO DOME |
| LOVEはじめました       | Mr.Children [(an imitation) blood orange] Tour               |
| LOVEはじめました       | Mr.Children 30th Anniversary Tour 半世紀へのエントランス     |
| Drawing                | →「 youthful days § ライブ映像作品 」を参照                  |
| 君が好き               | →「 君が好き#ライブ映像作品 」を参照                         |
| いつでも微笑みを       | wonederful world on DEC 21                                   |
| いつでも微笑みを       | ap bank fes '05                                              |
| いつでも微笑みを       | Mr.Children HOME TOUR 2007                                   |
| いつでも微笑みを       | ap bank fes '11 Fund for Japan                               |
| 優しい歌               | →「 優しい歌#ライブ映像作品 」を参照                         |
| It's a wonderful world | wonederful world on DEC 21                                   |
| It's a wonderful world | ap bank fes '05                                              |